# DHO38
DHO38 – nadajnik radiowy Niemieckiej Marynarki Wojennej położony w miejscowości Rhauderfehn w Niemczech, używany jest do przesyłania zakodowanych rozkazów do okrętów podwodnych NATO.
Nadajnik DHO38 działa od 1982 roku na częstotliwości 23,4 kHz (fale bardzo długie). Anteny stanowi osiem masztów o wysokości 352,8 m każdy.